# E. S. Engelsberg
E S Engelsberg (Engelsberg, Baviera, 1825 - 1879) fou un músic austríac.
Alt funcionari administratiu a Viena, el seu verdader nom era Eduard Schön, i adquirí notorietat com a autor de certes composicions per a quatre veus d'home, denominades Humoristiche Männer quartete, què, com totes les seves obres musicals, signava amb pseudònim Engelsberg E S. Els més coneguts d'aquests quartets humorístics són els titulats Narrenquadrille, Heini von Steyyer, Der Landtag von Volkenkuchusheim, Ballszenen, Poeten auf der Alm.
Fou deixeble de Storch a Viena, amb el que perfeccionà els estudis musicals, també es distingí com a autor de música de cambra (sonates per a piano, quartets de corda, etc.). també va escriure molta música per a orgue, estudis i obres per a orquestra.